# Csézy
Csézy é uma cantora hungara. Csézy foi a representante da Hungria no Festival Eurovisão da Canção 2008.